# Boston Pizza Cup
Boston Pizza Cup – prowincjonalne mistrzostwa mężczyzn Alberty w curlingu, zwycięzca występuje jako reprezentacja prowincji na the Brier. Zawody rozgrywane są od 1928, Alberta nie brała udziału w pierwszych mistrzostwach Kanady, w 1927. Turniej wcześniej rozgrywany był pod nazwami Alberta Kia Cup i the Safeway Select.

## System gry i kwalifikacje
Obecnie w turnieju rywalizuje ze sobą 12 drużyn, grają zmodyfikowanym systemem triple knock-out.
Do zawodów kwalifikują się:
- Obrońca tytułu mistrzowskiego z poprzedniego roku
- Drużyna z największą liczbą punktów w Canadian Team Ranking System
- Dwie drużyny z największą liczbą punktów w Alberta Tour
- Pozostałe 8 drużyn wyłanianych jest poprzez rywalizację strefową i regionalną; dwa zespoły z regionu Peace, po trzy z North and South.

Drużyny z trzech pierwszych podpunktów powyższej listy rozpoczynają rywalizację od drugiej kolejki rundy A.

## Mistrzowie Alberty
| Rok  | Czwarty             | Trzeci           | Drugi            | Otwierający        | Miasto, klub                                   | Pozycja na the Brier1 |
| ---- | ------------------- | ---------------- | ---------------- | ------------------ | ---------------------------------------------- | --------------------- |
| 1928 | Joe Heartwell       | Charles Taylor   | John Lang        | Allan Duncan       | Rosetown, Rosetown Curling Club (Saskatchewan) |                       |
| 1929 | Arnold Johnson      | Charles Cairns   | Stewart Williams | J.K. Hays          | Edmonton, Edmonton Curling Club                |                       |
| 1930 | Robert Munroe       | A.W. Matthews    | Donald Edwards   | Jack Hall          | Edmonton, Edmonton Curling Club                |                       |
| 1931 | R.B. Welliver       | J.G. Lafrance    | J.C. Fulton      | G.H. Lindsay       | Red Deer, Red Deer Curling Club                |                       |
| 1932 | Arthur Hollonquist  | William Morrison | J. Johnson       | Harry Scott        | Three Hills, Three Hills Curling Club          |                       |
| 1933 | Cliff Manahan       | Harold Deeton    | Harold Wolfe     | I.H. Ross          | Edmonton, Royal Curling Club                   |                       |
| 1934 | Orwell Stewart      | George Stewart   | Gordon Stewart   | William Andrews    | Fort Macleod, Fort Macleod Curling Club        |                       |
| 1935 | Robert Alexander    | Howard Palmer    | Cyril Glover     | Walter McLaws      | Calgary, Calgary Curling Club                  |                       |
| 1936 | George Wanless      | William Rose     | D.W. Ritchie     | William Murray     | Edmonton, Granite Curling Club                 |                       |
| 1937 | Cliff Manahan       | Wesley Robinson  | Ross Manahan     | Lloyd McIntyre     | Edmonton, Royal Curling Club                   |                       |
| 1938 | Cliff Manahan       | Wesley Robinson  | Ross Manahan     | Lloyd McIntyre     | Edmonton, Royal Curling Club                   |                       |
| 1939 | Howard Baker        | Jacob Curliss    | Ernest Irving    | St. Clair Webb     | Calgary, Calgary Curling Club                  |                       |
| 1940 | Cliff Manahan       | Wesley Robinson  | Ross Manahan     | Robert Manahan     | Edmonton, Royal Curling Club                   |                       |
| 1941 | Howard Palmer       | Jack Lebeau      | Arthur Gooder    | Clare Webb         | Calgary, Calgary Curling Club                  |                       |
| 1942 | Jack Slavik         | Vincent Slavik   | Cecil Runyon     | Kenneth Hilliker   | Viking, Viking Curling Club                    |                       |
| 1943 | Cliff Manahan       |                  |                  |                    | Edmonton, Royal Curling Club                   | °                     |
| 1944 | Cliff Manahan       |                  |                  |                    | Edmonton, Royal Curling Club                   | °                     |
| 1945 | Cliff Manahan       |                  |                  |                    | Edmonton, Royal Curling Club                   | °                     |
| 1946 | William Rose        | Bartley Swelin   | Austin Smith     | George Crooks      | Sedgewick, Sedgewick Curling Club              |                       |
| 1947 | Howard Palmer       | Robert Munro     | I.O. Chubb       | William Watson     | Calgary, Calgary Curling Club                  |                       |
| 1948 | Walter McLaws       | James Williams   | Olie Syverson    | Fredrick Graham    | Calgary, Glencoe Curling Club                  |                       |
| 1949 | Stu Beagle          | Walker Evans     | R.C. Wellman     | Edward Seney       | Blackie, Blackie Curling Club                  |                       |
| 1950 | Cliff Manahan       | Ross Manahan     | Gordon Haynes    | William Bull       | Edmonton, Royal Curling Club                   |                       |
| 1951 | William Gray        | Glenn Gray       | John Ferry       | Warren Scott       | Edmonton, Granite Curling Club                 |                       |
| 1952 | Art Simpson         | Aubrey Gore      | Ronald Maclean   | Norman Dalsto      | Bassano, Bassano Curling Club                  |                       |
| 1953 | Lenard Haw          | Fredrick Agnew   | David Haggerty   | Edward Miller      | Calgary, Glencoe Curling Club                  |                       |
| 1954 | Matt Baldwin        | Glenn Gray       | Pete Ferry       | James Collins      | Edmonton, Granite Curling Club                 |                       |
| 1955 | Hugh Brown          | Oscar Markle     | C.L. Dodd        | William Brown      | Claresholm, Claresholm Curling Club            |                       |
| 1956 | Matt Baldwin        | Gordon Haynes    | Art Kleinmeyer   | Bill Henning       | Edmonton, Granite Curling Club                 |                       |
| 1957 | Matt Baldwin        | Gordon Haynes    | Art Kleinmeyer   | Bill Price         | Edmonton, Granite Curling Club                 |                       |
| 1958 | Matt Baldwin        | Jack Geddes      | Gordon Haynes    | Bill Price         | Edmonton, Granite Curling Club                 |                       |
| 1959 | Herb Olson          | Barry Coleman    | Merv Dufresne    | George Dufresne    | Edmonton, Edmonton Curling Club                |                       |
| 1960 | Stu Beagle          | Jimmy Shields    | Ron Baker        | Fred Storey        | Calgary, Calgary Curling Club                  |                       |
| 1961 | Hec Gervais         | Ron Anton        | Ray Werner       | Wally Urusliak     | Edmonton, Avenue Curling Club                  |                       |
| 1962 | Hec Gervais         | Ron Anton        | Ray Werner       | Wally Urusliak     | Edmonton, Avenue Curling Club                  |                       |
| 1963 | Jimmy Shields       | Ron Northcott    | Ron Baker        | Fred Storey        | Calgary, Calgary Curling Club                  |                       |
| 1964 | Ron Northcott       | Mike Chernoff    | Ron Baker        | Fred Storey        | Calgary, Calgary Curling Club                  |                       |
| 1965 | Nick Laschuk        | Slim Otterson    | Ken Hamilton     | Don Jarrett        | Calgary, Calgary Curling Club                  |                       |
| 1966 | Ron Northcott       | George Fink      | Bernie Sparkes   | Fred Storey        | Calgary, Calgary Curling Club                  |                       |
| 1967 | Ron Northcott       | George Fink      | Bernie Sparkes   | Fred Storey        | Calgary, Calgary Curling Club                  |                       |
| 1968 | Ron Northcott       | Jimmy Shields    | Bernie Sparkes   | Fred Storey        | Calgary, Calgary Curling Club                  |                       |
| 1969 | Ron Northcott       | Dave Gerlach     | Bernie Sparkes   | Fred Storey        | Calgary, Calgary Curling Club                  |                       |
| 1970 | Hec Gervais         | Bill Mitchell    | Wayne Saboe      | Bill Tainsh        | Edmonton, Granite Curling Club                 |                       |
| 1971 | Matt Baldwin        | Tom Kroeger      | Rick Cust        | Reg Van Wassenhove | Edmonton, Derrick Curling Club                 |                       |
| 1972 | Mel Watchorn        | Jim Fox          | Terry Watchorn   | Merv Watchorn      | Fairview, Fairview Curling Club                |                       |
| 1973 | Mel Watchorn        | Jim Fox          | Terry Watchorn   | Merv Watchorn      | Fairview, Fairview Curling Club                |                       |
| 1974 | Hec Gervais         | Ron Anton        | Warren Hansen    | Darrel Sutton      | St. Albert, St. Albert Curling Club            |                       |
| 1975 | Tom Reed            | Kevin Byrne      | Tony Rankel      | Lorne Reed         | St. Albert, St. Albert Curling Club            |                       |
| 1976 | Wayne Sokolosky     | Frank Morrisette | John Cottam      | Shane Wylie        | Calgary, Calgary Curling Club                  |                       |
| 1977 | Tom Reed            | Kevin Byrne      | Tony Rankel      | Lorne Reed         | Edmonton, Crestwood Curling Club               |                       |
| 1978 | Ed Lukowich         | Mike Chernoff    | Dale Johnston    | Ron Schindle       | Medicine Hat, Medicine Hat Curling Club        |                       |
| 1979 | Paul Devlin         | John Hunter      | Pat Ryan         | Derek Devlin       | Edmonton, Crestwood Curling Club               |                       |
| 1980 | Paul Gowsell        | Neil Houston     | Glen Jackson     | Kelly Sterne       | Calgary, Calgary Winter Club                   |                       |
| 1981 | Mel Watchorn        | Jim Fox          | Terry Watchorn   | Merv Watchorn      | Fairview, Fairview Curling Club                | 7.                    |
| 1982 | Gary Morken         | Dennis Graber    | Rick Maksymetz   | Murray Gummer      | Grande Prairie, Grande Prairie Curling Club    | 9.                    |
| 1983 | Ed Lukowich         | Mike Chernoff    | Neil Houston     | Brent Syme         | Calgary, North Hill Curling Club               |                       |
| 1984 | Ed Lukowich         | John Ferguson    | Neil Houston     | Brent Syme         | Calgary, Calgary Curling Club                  |                       |
| 1985 | Pat Ryan            | Gordon Trenchie  | Don McKenzie     | Don Walchuk        | Edmonton, Ottewell Curling Club                |                       |
| 1986 | Ed Lukowich         | John Ferguson    | Neil Houston     | Brent Syme         | Calgary, Winter Curling Club                   |                       |
| 1987 | Pat Ryan            | Randy Ferbey     | Don Walchuk      | Roy Hebert         | Edmonton, Ottewell Curling Club                | 4.                    |
| 1988 | Pat Ryan            | Randy Ferbey     | Don Walchuk      | Don McKenzie       | Edmonton, Ottewell Curling Club                |                       |
| 1989 | Pat Ryan            | Randy Ferbey     | Don Walchuk      | Don McKenzie       | Edmonton, Ottewell Curling Club                |                       |
| 1990 | Harold Breckenridge | Jim McDonald     | Ron Fulkerth     | Dennis Balderston  | Calgary, North Hill Curling Club               | 10.                   |
| 1991 | Kevin Martin        | Kevin Park       | Dan Petryk       | Don Bartlett       | Edmonton, Avonair Curling Club                 |                       |
| 1992 | Kevin Martin        | Kevin Park       | Dan Petryk       | Don Bartlett       | Edmonton, Avonair Curling Club                 |                       |
| 1993 | Greg Ferster        | Kelly Kijewski   | Calvin Schiewe   | Ritchie Hipkin     | Leduc, Leduc Curling Club                      | 9.                    |
| 1994 | Ed Lukowich         | Fred Maxie       | Dan Petryk       | Steve Petryk       | Calgary, Glencoe Curling Club                  | 7.                    |
| 1995 | Kevin Martin        | Kevin Park       | James Pahl       | Don Bartlett       | Edmonton, Ottewell Curling Club                |                       |
| 1996 | Kevin Martin        | Don Walchuk      | Shawn Broda      | Don Bartlett       | Edmonton, Ottewell Curling Club                |                       |
| 1997 | Kevin Martin        | Don Walchuk      | Rudy Ramcharan   | Don Bartlett       | Edmonton, Ottewell Curling Club                |                       |
| 1998 | Tom Reed            | Warren Kushnir   | Larry Gardeski   | Garry Landry       | Edmonton, Granite Curling Club                 | 7.                    |
| 1999 | Ken Hunka           | Brent MacDonald  | Blake MacDonald  | Wade Johnston      | Edmonton, Shamrock Curling Club                | 9.                    |
| 2000 | Kevin Martin        | Don Walchuk      | Carter Rycroft   | Don Bartlett       | Edmonton, Ottewell Curling Club                | 6.                    |
| 2001 | Randy Ferbey        | David Nedohin    | Scott Pfeifer    | Marcel Rocque      | Edmonton, Ottewell Curling Club                |                       |
| 2002 | Randy Ferbey        | David Nedohin    | Scott Pfeifer    | Marcel Rocque      | Edmonton, Ottewell Curling Club                |                       |
| 2003 | Randy Ferbey        | David Nedohin    | Scott Pfeifer    | Marcel Rocque      | Edmonton, Avonair Curling Club                 |                       |
| 2004 | Randy Ferbey        | David Nedohin    | Scott Pfeifer    | Marcel Rocque      | Edmonton, Avonair Curling Club                 |                       |
| 2005 | Randy Ferbey        | David Nedohin    | Scott Pfeifer    | Marcel Rocque      | Edmonton, Granite Curling Club                 |                       |
| 2006 | Kevin Martin        | Don Walchuk      | Carter Rycroft   | Don Bartlett       | Edmonton, Saville Sports Centre                | 4.                    |
| 2007 | Kevin Martin        | John Morris      | Marc Kennedy     | Ben Hebert         | Edmonton, Saville Sports Centre                | 4.                    |
| 2008 | Kevin Martin        | John Morris      | Marc Kennedy     | Ben Hebert         | Edmonton, Saville Sports Centre                |                       |
| 2009 | Kevin Martin        | John Morris      | Marc Kennedy     | Ben Hebert         | Edmonton, Saville Sports Centre                |                       |
| 2010 | Kevin Koe           | Blake MacDonald  | Carter Rycroft   | Nolan Thiessen     | Edmonton, Saville Sports Centre                |                       |
| 2011 | Kevin Martin        | John Morris      | Marc Kennedy     | Ben Hebert         | Edmonton, Saville Sports Centre                | 4.                    |
| 2012 | Kevin Koe           | Pat Simmons      | Carter Rycroft   | Nolan Thiessen     | Edmonton, Saville Sports Centre                |                       |
| 2013 | Kevin Martin        | John Morris      | Marc Kennedy     | Ben Hebert         | Edmonton, Saville Sports Centre                | 5.                    |
| 2014 | Kevin Koe           | Pat Simmons      | Carter Rycroft   | Nolan Thiessen     | Calgary, Glencoe Curling Club                  |                       |
| 2015 | Kevin Koe           | Marc Kennedy     | Brent Laing      | Ben Hebert         | Calgary, Glencoe Curling Club                  | 5.                    |

1 – puste pole oznacza brak danych
° – the Brier nie odbył się z powodu II wojny światowej

## Reprezentacja Alberty na the Brier i mistrzostwach świata
Łącznie zespoły z Alberty wygrywały the Brier 25 razy, 18-krotnie docierały do finałów i przegrywały. 8 razy Alberta zdobyła brązowe medale.
Na rozgrywanych od 1959 mistrzostwach świata zawodnicy z Alberty wystąpili 18 razy. 11-krotnie reprezentacja Alberty już jako reprezentacja Kanady zdobywała tytuł mistrzów świata. Po srebrne medale sięgnęła 3 razy oraz jednokrotnie po brąz. Najgorsze występy ekipy Alberty w MŚ kończyły trzykrotnie na 4. miejscu.